# Chiesa di San Lorenzo Martire (Quingentole)
La chiesa di San Lorenzo Martire è la parrocchiale di Quingentole, in provincia e diocesi di Mantova; fa parte del vicariato foraneo Madonna della Comuna.

## Storia
È accertato che nella zona di Quingentole esisteva una chiesa già nel VI secolo, la quale fu menzionata per la prima volta, però, solo nel 1059. Da un documento del 1219 si apprende che questa chiesa dipendeva dalla pieve di Coriano.

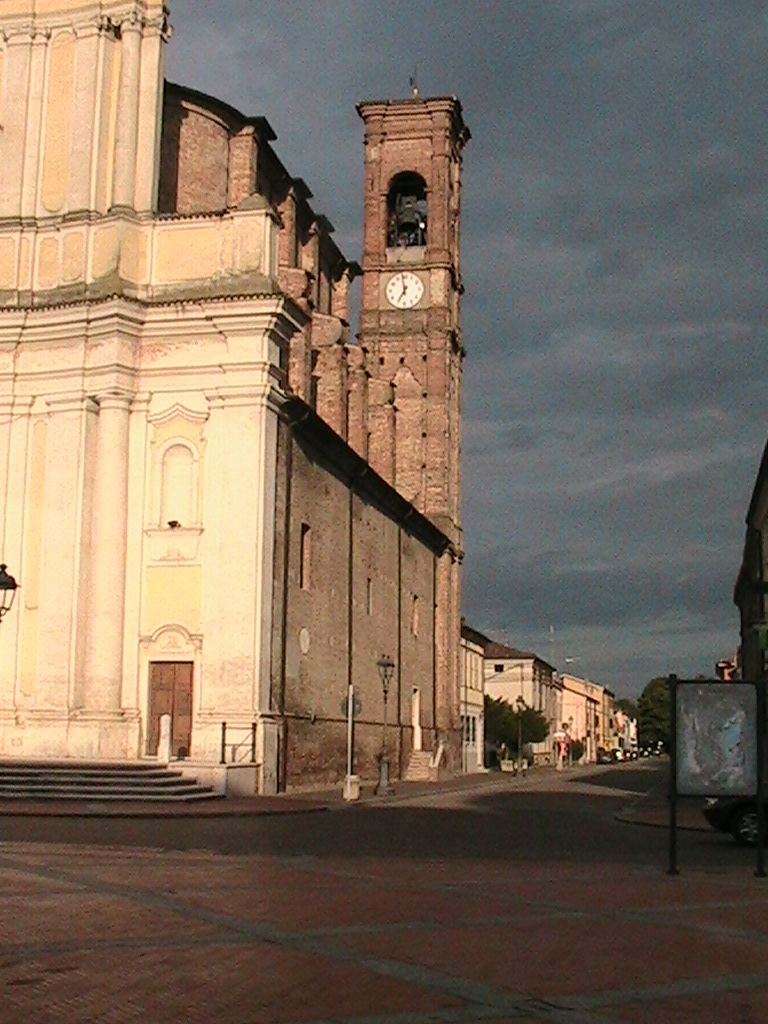
Il campanile

A partire dal XV secolo l'antica chiesetta, posta in un luogo attualmente fuori dal paese, venne progressivamente abbandonata e sostituita nella prima metà del XVI secolo da una nuova a centro del borgo. L'antica chiesa, però, continuava a mantenere il titolo di parrocchiale, che fu traslato a quella in centro in un'epoca successiva. La chiesa di Quingentole risultava essere nel 1610 aggregata al vicariato di Pieve di Coriano.
Nel 1751 fu posta la prima pietra dell'attuale parrocchiale, terminata nel 1754, per volere del vescovo di Mantova Antonio Guidi di Bagno. La chiesa venne edificata utilizzando i materiali provenienti dall'antica parrocchiale, demolita nel 1752 e al posto della quale attualmente sorge l'oratorio della Madonna di Loreto.
Tra la fine del XVIII e l'inizio del XIX secolo la parrocchiale passò al vicariato di Revere, al quale rimase legata sino sua soppressione nel 1967. Nel frattempo, nel 1886 l'edificio era stato restaurato. Infine, negli anni venti l'interno della parrocchiale venne decorato ed abbellito.